# 震海听风录
震海听风录（英语：Peter Qiu's Talk），是凤凰卫视的一档周播评论类节目，节目从新闻热点中挑选重大的国际新闻事件，邀请来自新闻事件的相关者、资深外交官或权威专家，共同围绕事件展开讨论。节目于香港时间2007年1月3日晚上八点十五分在凤凰卫视资讯台开播，此后改在凤凰卫视中文台、欧洲台、美洲台及澳洲版播出，加入凤凰观天下时段。本节目在资讯台播出时创下资讯台最高收视纪录。
2017年9月12日，《震海听风录》被暂停播出，虽然未有官方證實消息，但節目的官方網站已無法瀏覽，2018年正式停播。

## 冠名
- 2010年-2011年，节目由西安世园会冠名。
- 2013年，节目由特仑苏冠名。
- 2015年，节目由大唐西市冠名。
- 其余年份：没有任何冠名商。

## 播出时间[2]
- 凤凰卫视中文台：香港时间周三19：20-19：50首播，周四6：20-6：55、11：30-12：00重播。
- 凤凰卫视欧洲台：格林威治时间周三22：25-23：00首播，周四12：20-12：55重播。
- 凤凰卫视美洲台：美国西岸时间周三18：10-18：45首播，周四2：05-2：40重播。
- 凤凰卫视澳洲版：悉尼时间周四7：25-8：00首播，21：20-21：55重播。

### 特别改动
2014年6月9日-7月11日，美洲台因播出2014年世界杯足球赛特别节目——《巨星面對面》等腾讯制作的原创节目（播出时间：18:40-19:00），节目提前播出，并于18：40结束。

## 节目环节
- 八面来风：由编辑整理一周重大的国际新闻报道，然后由主持人进行简评。
- 连线环节：主持人通过连线的方式（类似于凤凰全球连线），对近期发生的事件，邀请新闻事件的相关者、资深外交官或权威专家进行讨论。

某些情况下，节目会改为访谈的形式，由主持人以访谈的形式访问有关专家。